# Milla Saari
Milla Saari, född Jauho 10 juli 1975, är en före detta finländsk längdåkare. Hon är främst känd för att ha dopat sig med hydroxietylstärkelsen hemohes i VM 2001 i Lahtis. Hon åkte fast tillsammans med fem andra finländska längdåkare. Hon tävlade mellan 1994 och 2007 med undantag för den tvååriga avstängningen som hon fick som följd av dopningsskandalen. Hon fick alla sina segrar i FIS-tävlingar (i kategorierna FIS race och Scandinavian Cup) efter att hon återvände från sin avstängning.